# Esquenos
Esquenos (en grec, Σχοίνος) és un topònim que apareix al Catàleg de les naus, de la Ilíada, referit a una de les ciutats de Beòcia de les que va sortir el contingent dels beocis que es dirigiren cap a Troia.
La localització d'Esquenos no ha estat establerta amb certesa.
Se la menciona en les Hel·lèniques d'Oxirinc com una de les ciutats que no tenien muralles i que, davant de l'amenaça dels atenesos a l'inici de la Guerra del Peloponès, feren sinecisme amb Tebes, ciutat que duplicà així el seu nombre d'habitants.
Segons Estrabó, estava a uns 50 estadis de Tebes, en el camí que anava a Antèdon. Menciona també que en aquest lloc hi ha un riu del mateix nom.
Esquenos va ser el llegendari lloc de naixement d'Atalanta, filla d'Esqueneu.